# FK Tekstilac Derventa
FK Tekstilac je bosanskohercegovački nogometni klub iz Dervente, osnovan 1919. godine.
U Tekstilcu je nekad igrao poznati hrvatski nogometni trener i bivši hrvatski izbornik Mirko Jozić.